# Vic De Donder
Victor Willy De Donder (Dendermonde, 14 oktober 1939 – Westerlo, 9 oktober 2015) was een Vlaams journalist, auteur, essayist en historicus. Hij was een schrijver bekend om zijn plastische stijl. Hij werkte 32 jaar als reporter, cultuurredacteur, opiniërend redacteur en eindredacteur voor de kranten De Standaard en Het Nieuwsblad.
Hij schreef 21 boeken: romans, essays, reisverhalen en historische werken. Zijn bekendste boeken zijn Kom eens naar mijn kamer, En we zijn er van de klas, Troje. De machtigste mythe van Europa, Zonsverduistering boven Brugge, In de naam van Vlaanderen en Glimlach van de kunst. Met De lokroep van de zeemeermin, in vijf talen vertaald, kende De Donder internationaal succes.

## Biografie

### Jeugd en studies
Vic De Donder werd in Dendermonde op 14 oktober 1939 geboren. Hij was het eerste kind van Alfons De Donder, een werfopzichter bij diverse bouwbedrijven en van Maria Lanckbeen, huismoeder. Hij maakte als kind de oorlogsjaren mee. Hij was vijf toen het gezin uit Dendermonde vluchtte voor de geallieerde bombardementen. In Mespelare zag hij na de bevrijding de Amerikaanse Shermantanks op het dorpsplein rijden en kreeg hij van G.I.’s chocolade in z’n handen gestopt. Het waren beelden die hem altijd scherp zijn bijgebleven. Na de oorlog keerde het gezin weer naar Dendermonde terug. In 1951 verhuisde het naar Gent.
Door de oorlogsperikelen liep De Donder achterstand in de lagere school op. Hij startte pas op z’n 14de in de zesde Latijnse, in het Gentse Sint-Lievenscollege. Hij leerde er zijn vriend Paul De Broe kennen en was er lid van de Scoutsgroep. Toch trok hij in 1957 voor zijn derde Grieks-Latijnse naar de benedictijnen van de Abdijschool in Dendermonde. De paters drukten op hem een culturele stempel. Hij schreef toneelstukken, stond zelf op de planken en etaleerde zijn journalistieke talent door het schoolblad Kontakt vol te pennen. Hij kreeg er ook de liefde voor klassieke muziek mee, waardoor de opkomst van de popmuziek hem is ontgaan.
In 1960 keerde De Donder naar Gent terug om aan de Rijksuniversiteit (RUG) wijsbegeerte en Oosterse Talen te studeren. Hij behoorde tot de eerste studenten, die van de jonge moraalfilosoof, ethicus en assistent Etienne Vermeersch les kregen. Vermeersch werd nadien een goede vriend. De Donder was in het academiejaar 1962-1963 voorzitter van de Oosters-Afrikaanse Kring aan de RUG. Hij studeerde af in 1964 en ging onder de wapens tijdens de klas van 1965. Hij was in het Duitse Kaster kandidaat reserveofficier (KRO) voor sociale en culturele informatie bij de 9de Wing van de Luchtmacht, met de tactische Nike-raketten. In december 1965 zwaaide hij als reserveonderluitenant af. Hij kreeg in 1981 voor zijn ‘bewezen militaire diensten’ het Kruis van Ridder in de Kroonorde.

### Journalistieke carrière
In mei 1967 nam De Donder deel aan het eerste examen voor journalist bij NV De Standaard. Hij werd geselecteerd uit 600 kandidaten. Hij behoorde tot de eerste lichting journalisten met een universitaire opleiding. Hij begon bij De Standaard en Het Nieuwsblad als reporter/verslaggever. Hij schreef over diverse onderwerpen en bracht verslag uit over actuele gebeurtenissen in het binnen- en buitenland. In ‘Beknopt Verslag’ schreef hij in zijn bekende plastische stijl over het dagelijkse leven.
Oud-collega Guido Despiegelaere omschreef reporter De Donder als volgt: ‘Vic trok naar Turkije toen de meeste Turken nog niet wisten dat Atatürk al overleden was. Op een van zijn Zuid-Amerikaanse trips botste hij in een revolutieland ook werkelijk op een revolutie. Hij stoof in 1970 Gilbert Staepelaere na tijdens de wereldrally Londen-Mexico en kreeg de primeurs om met vliegtuigen als de DC10 en de Boeing 747 in de lucht te hangen.’
De Donders eerste artikelenreeks in De Standaard ging over grensarbeid. Zijn eerste grote buitenlandse reportage-opdracht was voor Het Nieuwsblad: dagelijks verslag uitbrengen over de monsterrally Londen-Mexico in 1970, waar de befaamde Belgische rallyrijder Gilbert Staepelaere aan deelnam. De eerste grote reportage voor De Standaard ging over Haïti (1971). De Donder doorkruiste samen met fotograaf Filip Tas het armste land ter wereld op zoek naar de ziel van dit stukje Antillen. In 1973 kende hij met een buitenlandse reportage een journalistiek hoogtepunt. Na zes weken Mexico, opnieuw met Filip Tas, publiceerde hij de zesdelige reportagereeks ‘Alfabetisatie en Derde Wereld’. Hij kreeg er in mei 1974 de gegeerde prijs van de Vlaamse Journalistenclub of de Vlaamse Persprijs voor.
Nog in 1974 stond De Donder Wetstraatjournalist Hugo De Ridder bij in het onderzoekswerk naar de RTT-zaak en de betrokkenheid van topman Germain Baudrin. ‘Ze gaven een almaar indrukwekkender beeld van het vreemde leventje aan de RTT-top’, aldus oud-collega Gaston Durnez. Het journalistieke graafwerk resulteerde in een rechtszaak. Datzelfde jaar trok De Donder ook voor de eerste keer naar de Ronde van Frankrijk om voor Het Nieuwsblad dagelijks een cursiefje over gebeurtenissen in de marge van de koers te schrijven.
In oktober 1975 koos De Donder voor een carrièrewending. Hij werd kabinetsattaché bij minister van Nederlandse Cultuur Rika De Backer (CVP), voor de persrelaties en het sportbeleid (zie ‘Panathlon’). Zeven jaar later, in april 1982, keerde hij naar zijn geliefde De Standaard terug. Hij werd eindredacteur en taalman. Er was ondertussen veel veranderd: André Leysen had de krant gered en de Vlaamse Uitgeversmaatschappij (VUM) opgericht. De Emiel Jacqmainlaan in hartje Brussel was ingeruild voor de Gossetlaan in Groot-Bijgaarden.
De Donder combineerde zijn redactionele taken met reportages en interviews. Hij publiceerde opmerkelijke artikels, zoals het interview met de Gentse professor cultuurfilosofie en wijsbegeerte Freddy Verbruggen. Die hekelde in 1985 het hoera-geroep rond Flanders Technology en dat ging niet ongemerkt voorbij. De filosoof waarschuwde voor techniek en wetenschap als ideologie en voor de existentieel-menselijke wanhoop. Hij ging in tegen de verwetenschappelijking en de vertechnisering van de maatschappij.
Geleidelijk schakelde De Donder over op culturele onderwerpen, vooral archeologie en geschiedenis. Als eerste bracht hij in december 1988 in de Standaard der Letteren de archeologische site van Sagalassos, het levenswerk van professor Marc Waelkens (KU Leuven), onder de aandacht. In 1989 verhuisde De Donder naar de cultuurredactie en specialiseerde hij zich tevens in klassieke muziek. Hij schreef ook culturele reisreportages.
In oktober 1990 publiceerde De Donder een artikelenreeks over Troje: Had Heinrich Schliemann toch gelijk? Hij volgde de Duitse professor Manfred Korfmann tijdens diens opgravingen op de Hissarlikheuvel en zoektocht naar de waarheid inzake Heinrich Schliemanns beweringen. De reeks mondde uit in een standaardwerk over Troje. (zie‘Auteur’)
In november 1997 werd De Donder chef opiniepagina. Dat hij nauwelijks nog kon schrijven, lag hem zwaar. Zijn laatste artikel in De Standaard, op 29 oktober 2003, ging over de expo ‘Neanderthalers in Europa’ in het Gallo-Romeins Museum van Tongeren. Van begin 2004 tot aan zijn pensioen in oktober dat jaar was hij nog halftijds eindredacteur. Hij was vanaf het academiejaar 2000-2001 tot aan zijn pensioen ook nog gastdocent aan de Erasmus Hogeschool in Brussel, in de opleiding journalistiek.

### Auteur
De Donder debuteerde in 1984 bij Standaard Uitgeverij met de historische roman Carolus. In enkele maanden tijd vloeide het vlotte, maar brute verhaal, doordrongen van wreedheid en vroomheid, uit zijn pen. De Donder wilde niet alleen een verhaal vertellen, hij wilde ook enkele ideeën over de mensheid poneren. De wreedheid zit in de mens, stelde hij. En het mens-zijn werd volgens hem door de omstandigheden gekneed. Naargelang ’s levens grillen is de mens zowel tot het beste als tot het slechtste in staat.
Gaston Durnez schreef over De Donders eerste roman: ‘Zijn ‘zedenles’ beeldde hij uit in een historisch decor, zo nauwgezet en tegelijk zo suggestief als weinig Vlaamse auteurs dat nog kunnen en durven. Ook op dit gebied had hij zich grondig gedocumenteerd en zijn onderwerp bestudeerd. Een vrolijke roman is het niet geworden. De lezer moet een sterk geestelijk gestel hebben om de schokken te kunnen doorstaan, ...’
De Donder wou de thema’s die hem intrigeerden, nog eens via een eigentijds verhaal brengen. Zijn tweede roman Verbrande parels speelt zich af in het verscheurde en door oorlogsgruwel geteisterde Libanon uit de jaren tachtig van de vorige eeuw. Een rijke Vlaming is geschokt door een foto in zijn krant, waarop twee gewonde kinderen te zien zijn. De man wil ze redden, maar komt zelf niet levend uit Beiroet. De Donder wilde zijn afkeer voor geweld nog eens verwoorden en hij hekelde vooral de ver-van-mijn-bed-houding.
In 1986 schoof De Donder het verhalend proza terzijde. Op vraag van Gaston Durnez begon hij boeken over het dagelijkse leven in Vlaanderen te schrijven, voor een nieuwe reeks bij uitgeverij Elsevier, later Standaard Uitgeverij: ‘Waar is de tijd?’. De voormalige collega van De Donder wilde de ‘historische documentaire’ in Vlaanderen een duw geven. Het ging over boeken die het recente verleden evoceren en bij lezers herinneringen opwekken.
De eerste titels waren Bij ons in ’t dorp van voormalig administrateur-generaal van de BRT Cas Goossens, over het verloren gegane dorpsleven en Kom eens naar mijn kamer van De Donder. Hij beschreef een halve eeuw collegeleven in Vlaanderen. Het werd geen geschiedenis, maar wat hij noemde ‘een nostalgische terugblik, gekruid met honderden anekdotes en verhalen uit tientallen scholen.’ Het boek was met meer dan 15.000 verkochte exemplaren een bestseller. In 2002 gaf uitgeverij Van Halewyck het opnieuw uit.
In dezelfde ‘nostalgische’ reeks schreef De Donder tussen 1988 en 1993 nog drie bestsellers. En we zijn er van de klas (1988) ging over het soldatenleven in het Belgische leger na 1945. In Zou men armoe lijden? (1990) beschreef hij het verdwenen fenomeen van de grote gezinnen. Patrouilleleiders komen getreden (1993) evoceerde de activiteiten van de katholieke scouts en gidsen in Vlaanderen. Drie jaar later beschreef De Donder in In Naam van de Heer ook het leven van de parochiepriester, maar dat verscheen bij Uitgeverij Scoop. Met zijn vulgariserende historische verhalen over sociale, culturele en maatschappelijke fenomenen in België en Vlaanderen bereikte De Donder een breed lezerspubliek. Zijn historisch-evocerende boeken haalden samen een oplage van zo’n 40.000 exemplaren.
Ondertussen was De Donder in de ban van de zeemeermin geraakt. ‘De kiemen werden uitgestrooid op een herfstdag in 1985’, schrijft hij zelf. ‘Aan de K.U.Brussel gaf professor Jozef Janssens college over de Middelnederlandse dichter Jacob van Maerlant. Hij las met zijn studenten uit Der Naturen Bloeme.’ In het hoofdstuk ‘watermonsters’ had de 13de -eeuwse van Maerlant het over de zeemeermin: ‘Syrena dat es die mareminne.’ Janssens vertelde boeiend over Homeros, de heilige Hiëronymus, Isidorus van Sevilla, Aldhelm van Malmesbury en Christoffel Columbus. Allen hadden wel iets met sirenen.’ Zo ook De Donder, die een groot deel van zijn leven leed aan de ongeneeslijke kwaal ‘mermaphilie’.

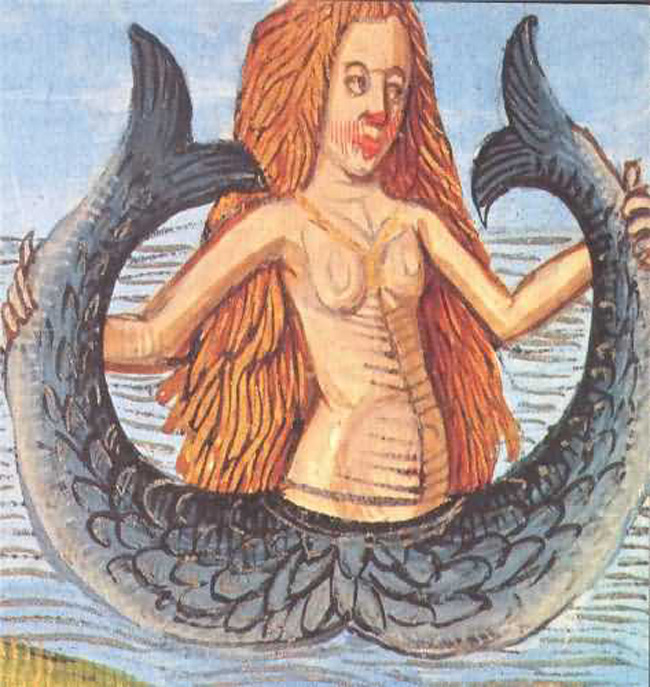
De lokroep van de zeemeermin, uit de boekenreeks „Standaard Ontdekkingen”.

Hij verdiepte zich in het thema. Waar zitten de wortels van deze raadselachtige figuur? Waar komt dit ambivalente wezen vandaan? Hoe sterk was de invloed van de sirene op culturen? Na jaren illustraties verzamelen en informeren ontstond de nood om met al die kennis iets te doen. Standaard Uitgeverij zag het onderwerp in de nieuwe reeks Standaard ontdekkingen, geïnspireerd op Découvertes van de prestigieuze Franse uitgeverij Gallimard. De reeks bestond uit pocketboekjes over historische en maatschappelijke onderwerpen. Het concept was vernieuwend: een vlot geschreven, maar wetenschappelijk verantwoorde tekst van een specialist, gecombineerd met veel illustraties en historische documentaire teksten.
Zo verscheen in 1992 De lokroep van de zeemeermin. Gallimard toonde interesse, waardoor De Donder als eerste niet-Franse auteur in de reeks Découvertes terechtkwam. Pas na 151 succestitels dacht Gallimard dus aan een buitenlander. Toch aarzelde de Parijse uitgeverij: ‘Interessant onderwerp, maar hoe kan je dat illustreren?’ Toen haalde De Donder een indrukwekkende lijst met zo’n duizend beelden boven en was Gallimard overtuigd. Le chant de la sirène werd het 152ste boekje in een reeks die uiteindelijk meer dan 580 titels zou tellen. In 2006 kwam er van de Franse versie een herdruk. Het boekje kende ook internationaal succes, door vertalingen in het Koreaans, Japans, Chinees en Sloveens.
Door het sirenenboekje vroeg de spaarbank Algemene Spaar en Lijfrentekas (ASLK) aan sirenenspecialist De Donder om over het thema een tentoonstelling op te zetten. Op 20 november 1992 opende de expositie. Wie wilde weten waar de sirene vandaan komt, onder welke gedaanten zij verschijnt in de kunst en welke betekenissen het motief in de loop van de tijd kreeg toegedicht, moest dus in de ASLK-galerie zijn. Maar De Donder kreeg het ook gedaan een museum te overtuigen de sirene als permanent onderwerp op te nemen. Zo ontstond onder zijn impuls in 1998 het Maison des Sirènes & Siréniens in het Zuid-Franse Castellane. De afdeling is omgedoopt tot het Musée Sirènes et Fossiles.
In 1994 ging De Donders belangstelling uit naar de spelling van het Nederlands. Vier jaar had een commissie onder leiding van de Vlaamse taalkundige en professor Guido Geerts (KU Leuven) zich over de spellingskwestie gebogen. Toen waren de progressieve spelling en de voorkeurspelling toegestaan. De commissie-Geerts pleitte voor de progressieve. Een storm van protest stak op, waarop de ministers van Cultuur en Onderwijs van Nederland en Vlaanderen een keuze tegen de zelfopgerichte commissie maakten. De dubbele spelling verdween en de voorkeurspelling won het pleit.
De Donder reageerde tegen deze beslissing in het boekje De sitroen van de ginekoloog. De Nederlandse historicus G.C. Molewijk verdedigde in zijn deel, De citroen van de gynaecoloog, de beslissing van de ministers. Volgens De Donder kozen de ministers onder druk van schreeuwers uit de literaire wereld voor een verwarde spelling vol inconsequenties. ‘De ministers vertikten het respect op te brengen voor onze taal, waardoor de komende generaties vastgekluisterd zitten aan een woordenlijst die om de tien jaar herdrukt en aangepast zal worden.’
Tot op het einde van zijn leven pleitte De Donder voor een vereenvoudigde spelling. In zijn laatste interview in De Standaard, gepubliceerd op 12 oktober 2015 na zijn overlijden, naar aanleiding van het verschijnen van het nieuwe Groene Boekje, zei hij: ‘Terwijl het Nederlands helemaal evolueert met de tijd - uitspraak, woordenschat - zijn we bang om aan het heilige standbeeld van onze spelling te raken. Bang om leenwoorden aan onze Nederlandse spellingsregels aan te passen. Heel jammer.’
Nog in 1994 schreef De Donder op vraag van de ‘Bond van Grote en van Jonge Gezinnen’, vandaag de ‘Gezinsbond’, het boek Liefde is van alle tijden, over het gezin als waarde in de 21ste eeuw. Bij dezelfde uitgeverij, Pelckmans, ging De Donder twee jaar later opnieuw een grote uitdaging aan: een overzichtswerk over Troje, van de escapades van de oppergod Zeus, de verwekker van de stamvader van de Trojanen, tot de laatste opgravingscampagne in het Turkse Hissarlik van de Duitse archeoloog en professor Manfred Korfmann.
Na bezoeken aan Korfmanns opgravingen publiceerde De Donder in oktober 1990 in De Standaard een vijfdelige reportagereeks over Troje: Had Heinrich Schliemann toch gelijk? Hij bleef Korfmann volgen en werkte aan een nieuw boek: een volledig overzicht van het Troje-verhaal met de resultaten van de laatste opgravingen, iets wat in het Nederlandstalig taalgebied nog niet bestond. In Troje.De machtigste mythe van Europa, verschenen in 1996, liet De Donder geen enkel element van het Troje-verhaal onbesproken. Het boek werd een standaardwerk en was ook in Nederland een succes. Stefan Van den Broeck in De Morgen: ‘Het leuke is dat het boek een uitstekende samenvatting is van het belangrijkste wat over Troje, de Ilias en de verspreiding van de mythe te weten valt.’
Terwijl De Donder aan Troje schreef, broedde hij al op een ander idee. Hij kwam in contact met de Vlaamse middeleeuwse historicus/auteur Galbertus van Brugge. Die had in de 12de eeuw het relaas over de moord op Karel de Goede in 1127 te boek gesteld. ‘Er is iets aan de hand met deze tekst’, schreef De Donder in De Standaard over een Engelse vertaling. ‘Hij is van ongemeen historisch belang. Al beschrijft hij een belangrijke periode uit de Vlaamse geschiedenis, toch kent bijna niemand in Vlaanderen hem.’
Zo kwam het idee voor een historische roman met het verhaal van de moord op de Vlaamse graaf en het 12de-eeuwse Vlaanderen als kader. Na veertien jaar waagde De Donder zich opnieuw aan proza. Zo verscheen bij Davidsfonds in 2000 zijn derde roman: Zonsverduistering boven Brugge. De kern van het plot is het relaas van Galbertus van Brugge op basis van de eerste vertaling van Albert Demyttenaere, het decor het Vlaanderen van de 12de eeuw en de leidraad een fictief verhaal van ene Robrecht van Brugge en diens familie.
Een roman schrijven zonder een boodschap was voor De Donder onmogelijk. In Zonsverduistering boven Brugge sloop een historisch-politieke boodschap binnen. De Donder vond dat de moord op Karel de Goede voor Vlaanderen een belangrijker feit is dan de Slag der Gulden Sporen (1302). ‘Op de dag van de moord verloor ons volk een van zijn knapste managers, om een hedendaagse term te gebruiken, waardoor het graafschap Vlaanderen in plaats van resoluut de leiding te nemen in Europa, in een diepe crisis werd gedompeld.’
Voor deze roman kreeg De Donder de Ferdinand Snellaertprijs 2000 van de Vereniging van Vlaams-Nationale Auteurs (VVNA). ‘Met meeslepend engagement heeft Vic De Donder zijn opzoekingen en schrijfwerk verricht. Wellicht heeft hij zich nooit zo ingespannen als voor deze bekroonde historische roman. Dit boek is de vrucht van een grote liefhebberij en van jarenlange studie’, aldus Gaston Durnez. In 2004 kwam het vervolg met De Donders vierde roman: Mathilde en de monnik.
Maar De Donder wachtte niet tot 2004 met publiceren. In 1998 kreeg hij van Jean-Pierre de Launoit, voorzitter van de Koningin Elisabethwedstrijd, de vraag om naar aanleiding van de vijftigste verjaardag de geschiedenis van de wedstrijd in het Nederlands te schrijven. Zo verscheen bij uitgeverij The House of Books De droom van een vorstin. Het werd een documentaire evocatie: levendig, journalistiek en vol anekdotiek.
Geen enkel manuscript van De Donder kwam op de drukpersen alvorens vakspecialisten het hadden nagelezen. Niets vond hij erger dan inhoudelijke fouten. Dat was dus niet anders bij In de naam van Vlaanderen, zijn originele geschiedenis van Vlaanderen, verschenen in 2007. Hij zocht een antwoord op de vraag welke geografische, demografische, culturele en economische werkelijkheid de term ‘Vlaanderen’ dekte doorheen haar geschiedenis. Op een historisch verantwoorde wijze zocht hij uit waarmee ‘Vlaanderen’ werd bedoeld.
Inmiddels was De Donder met pensioen en trok hij als reisbegeleider, vooral bij het Davidsfonds, de wereld rond (zie ‘andere activiteiten’). Tijdens een van die reizen stond hij in de Chinese stad Shanghai in de Yufosi-tempel voor de Jaden Boeddha. Het viel hem op dat die een gouden gloed uitstraalt en zijn lippen een subtiele glimlach tonen. Zijn gedachten gingen naar een madonna die hem in het Fitzwilliam Museum in Cambridge met haar bekoorlijke glimlach had geraakt. Hij dacht ook aan de apsara’s die hem van de tempelwanden in het Cambodjaanse Angkor Vat een steelse blik hadden toegeworpen. De Donder kon zijn gedachte aan glimlachende kunstwerken niet meer loslaten en dook in zijn bibliotheek. Zo begon hij aan zijn 21ste boek, geïnspireerd door de glimlach in de mondiale kunstwereld.
In het voorwoord van De glimlach van de kunst, in 2013 uitgegeven bij Davidsfonds, legde De Donder het opzet van dit merkwaardige boek uit. ‘Twaalf werken selecteerde ik en daarbij paste ik volgende criteria toe. Allereerst moesten alle continenten vertegenwoordigd zijn in verhouding tot hun kunstproductie. Het werden er vier uit Europa, drie uit Azië, twee uit Afrika, twee uit Amerika en één uit Oceanië.’
Om niet in de valkuil te trappen van de evergreens zoals de Mona Lisa van Da Vinci of Marilyn Monroe van Andy Warhol keek De Donder uit naar werken van minder bekende meesters, uit tussenculturen of overgangsperioden. ‘Ik wilde ook dat elk stuk in een andere matière was: goud, brons, hout, marmer, bamboe, zandsteen, olieverf, noem maar op, dat zoveel mogelijk wereldculturen en -religies vertegenwoordigd waren, dat het evenwicht tussen de seksen bewaard bleef, en dat ze zichtbaar glimlachten. ... In de meeste gevallen heb ik gepoogd het kunstwerk in een dubbel kader te plaatsen: in een cultuurhistorisch door na te gaan in welke mondiale context het functioneert en in een psychologisch door te peilen naar de diepere betekenis van de glimlach.’
Het boek is een intellectueel avontuur. Oud-collega Jan Van Hove schreef in Standaard der Letteren: ‘Het biedt de lezer een originele invalshoek om naar kunst te kijken. Het bevat een weelde van illustraties en zit vol verhalen en boeiende weetjes.’ Omdat in De glimlach van de kunst de indrukwekkende culturele kennis van De Donder vervat zit, brengt het een synthese van zijn kennis. Zijn 21ste boek werd zijn magnum opus.

### Panathlon
Van oktober 1975 tot mei 1979 was De Donder attaché op het kabinet van minister van Nederlandse Cultuur en Vlaamse aangelegenheden Rika De Backer (CVP). Hij was adviseur voor het sportbeleid. De Donder stond toen mee aan het roer van twee opmerkelijke initiatieven in de jaren zeventig van de vorige eeuw, in Vlaanderen en internationaal. Vooreerst was er in april 1976 de Sport+ actie Toss 80, dat stond voor ‘Technische Opleiding Sport en Spel van nu tot 1980’.
Het tweede initiatief was de organisatie van een internationaal congres over geweld in de sport in het Brusselse Egmontpaleis van 6 tot 8 september 1977. Internationaal werd vastgesteld dat het geweld in de sport - bij recreatie- en topsport - zorgwekkend toenam. Het congres analyseerde het probleem en stelde resoluties met beleidsmaatregelen voor. De Donder was voorzitter van de Stuurgroep die het congres inhoudelijk in goede banen leidde.
Minister De Backer formuleerde bij de start van het congres twee doelstellingen. ‘Op korte termijn regeringen en internationale sportverenigingen aanzetten tot het nemen van op Europees niveau gecoördineerde maatregelen. Op lange termijn het organiseren en stimuleren van het wetenschappelijk onderzoek naar de oorzaken toe van het geweld in de sport.’
Het congres werd de stuwende kracht om op Europees niveau het probleem ernstig aan te pakken. De strijd tegen geweld in de sport én voor een wereldwijde sportethiek in al haar aspecten stond op de rails. Het congres raadde elke nationale gemeenschap aan om organismen op te richten waarin alle betrokken instanties zouden worden betrokken.
Bij De Donder kwam de serviceclub Panathlon International in het vizier. Die was in Venetië, in de schoot van het Italiaans Olympisch Comité, in 1951 opgericht. Panathlon was organisatorisch geïnspireerd op serviceclubs als Rotary en Lions en inhoudelijk geïnspireerd door de olympische gedachte. De serviceclub heeft als doel wereldwijd de ethische waarden in de sport én de jeugdsport te verdedigen, rekening houdend met de maatschappelijke en historische evoluties. Tot 1960 bleef Panathlon een Italiaanse aangelegenheid. Nu zijn er over heel de wereld 200 clubs. In Vlaanderen waren er tot maart 2024 vijf clubs: Brussel, Gent, Antwerpen, Leuven en Universiteit Antwerpen. Op 19 maart 2024 besliste een Staten-Generaal met leden, oud-leden en geïnteresseerden om grotendeels terug te keren naar de situatie in het stichtingsjaar 1978 (zie verder) met één Panathlon Club in Vlaanderen en één universitaire club in Antwerpen: Panathlon International Vlaanderen en PCU Antwerpen, organisatorisch samenwerkend met de AP Hogeschool en verantwoordelijk voor alle studentgerichte Panathlon activiteiten in Vlaanderen en België. 
Eind 1978 richtten minister Rika De Backer en haar Waalse collega Jean-Maurice Dehousse de internationale non-profitorganisatie ‘Europese associatie voor de strijd tegen geweld in de sport’ op. Ze kregen daarbij de steun van Panathlon International en de Raad van Europa. De Donder werd secretaris-generaal van de organisatie, die als doel had alle geweld in de recreatie- en topsport, individueel of collectief, te voorkomen en te verbannen.
Panathlon International sprong dus meteen mee op de kar van wat België in gang had gezet. ‘Geweld in de sport’ werd in 1979 het discussiethema in alle clubs en tijdens een congres op 25 en 26 mei in Firenze. De Donder opende als expert dat congres. De aanwezigheid van Lord Killanin (Michael Morris), toen voorzitter van het Internationaal Olympisch Comité (IOC), toonde aan dat het thema in de sportwereld ernstig werd genomen.
De Donder begreep dat Panathlon de geknipte organisatie was om als drukkingsgroep en stakeholder binnen de internationale sportwereld de thema's geweld en ethiek in de sport blijvend op de agenda te houden. Daarom zocht hij met vrienden naar belangrijke personen in de Vlaamse sportwereld om een eerste Belgische club op te starten. Panathlon Vlaanderen werd op 2 mei 1978 opgericht en De Donder werd de eerste voorzitter.
Meteen had Panathlon Vlaanderen een ander profiel. De Donder was sterk gefocust op de sportmoraal. Volgens hem was er een kloof tussen theorie en praktijk en ontstond er gaandeweg een spanning tussen gezonde sportbeoefening en té commerciële competitiebeleving. Panathlon had volgens hem als doel de sportwaarden levendig te houden én te waken dat sport in dienst staat van de mensen en niet andersom.
Panathlon Vlaanderen mengde zich ook op het internationale forum en drong aan om meer werk te maken van een sterke inhoudelijke boodschap. Daarom werd veel aandacht besteed om inhoudelijke boodschappen te formuleren. Panathlon Vlaanderen zou, aldus De Donder, de ‘Senaat van de sport’ moeten zijn.
Onder de stuwende kracht van De Donder lanceerde Panathlon Vlaanderen in 1988 het Panathlon Stipendium, in samenwerking met de Koning Boudewijnstichting. Van 1988 tot 2002 werd jaarlijks een beurs van een miljoen Belgische frank toegekend aan een belangrijk en innemend project in de sportsector door de steun van de Nationale Loterij. Het eerste stipendium ging naar het ‘fan-coaching project’ van de KU Leuven. Sedert 2005 is het stipendium omgevormd tot een subsidie van 30.000 euro voor de organisatie van een teken/fotowedstrijd voor de eerste vier leerjaren van het secundair onderwijs en het buitengewoon onderwijs en voor de jongerensportclubs.
Ondertussen was De Donder ook actief bij Panathlon International. Van 2002 tot 2012 was hij lid van het internationaal bestuur en van 2004 tot 2008 was hij zelfs internationaal ondervoorzitter. Nadien was hij voorzitter van het ‘Wetenschappelijk en Cultureel Comité van Panathlon International’, de denktank van de organisatie, en voorzitter van het district België. Van bij de stichting in 2009, waarbij Panathlon International betrokken was, was De Donder tevens lid van de raad van bestuur en van de algemene vergadering van het Internationaal Centrum Ethiek in de Sport (ICES). ICES is een door de Vlaamse overheid erkende organisatie voor beleidsondersteuning en praktijkontwikkeling op het vlak van ethisch sporten.
De Nederlandstalige Panathlonclubs, sinds 2006 gecoördineerd door Panathlon Vlaanderen Internationaal, lieten gauw van zich horen. Zo waren zij de motor voor een van de belangrijkste ‘officiële’ verklaringen in de internationale sportwereld. Op een conferentie in Gent op 24 september 2004 werd de ‘Panathlon Verklaring over Ethiek in de Jeugdsport’ voorgelegd en goedgekeurd. Deze Verklaring wordt nu wereldwijd uitgedragen door Panathlon International en is al door tientallen sportfederaties erkend en ondertekend. Ook aan de sportclubs wordt gevraagd om de Verklaring te ondertekenen en er natuurlijk ook naar te handelen.
Naar aanleiding van de tiende verjaardag van de Verklaring zei De Donder in Gent op 4 oktober 2014: ‘Met deze Verklaring bekleedt Panathlon International de plaats die ze verdient in de internationale sportwereld. Het is het enige document in de wereld dat door het IOC en bijna alle sportfederaties is onderschreven. Ik vraag aan alle regeringen om de principes van de Verklaring op te nemen in hun wetgevend werk en het als een integraal element van hun sportbeleid te beschouwen.’
De Donder wilde nog verder gaan in zijn ambitie om geweld uit de sport en de jeugdsport te krijgen. Hij droomde van samenwerking met de Europese Unie (EU) en was volop bezig met de uitbouw van een netwerk in de Europese instellingen. Hij wilde tevens in de schoot van UNICEF een werkgroep oprichten om de kracht van de Panathlonverklaring nog te versterken. Zijn plotse overlijden heeft deze ambities gedwarsboomd.
De Donder werd in de internationale sportwereld sterk gewaardeerd. ‘Hij was voor velen onder ons de geestelijke vader en de grote bezieler van de universele ethische waarden in de sport’, aldus ICES. ‘Hij heeft zijn filosofie overgebracht naar de ‘Verklaring over Ehtiek in de Jeugdsport’ en hij heeft zich meer dan 35 jaar bij Panathlon ingezet in diverse functies’, schreef Giacomo Santini, van 2012 tot 2016 voorzitter van Panathlon International, in zijn ‘in memoriam’. ‘Als voorzitter van het ‘Wetenschappelijk en Cultureel Comité’ heeft hij zijn inhoudelijke en creatieve kwaliteiten ten dienste gesteld van de organisatie die zijn tweede familie werd: Panathlon International’
Als stichter van de eerste Vlaamse Panathlonclub en voor zijn verdiensten op nationaal en internationaal vlak kreeg De Donder op 23 januari 2018 postuum de Domenico Chiesa Award. De prijs wordt door Panathlon International uitgereikt aan personen die een wezenlijke bijdrage hebben geleverd bij het uitdragen van de morele, culturele en sportieve waarden van Panathlon.

### Andere activiteiten
De Donder was ook actief in het circuit van de voordrachten. Hij sprak in heel Vlaanderen over zijn boeken en geschiedkundige thema’s, vaak in Davidsfondsafdelingen. Hij had een thuis gevonden in het Davidsfonds. De Vlaams-culturele organisatie was zijn laatste uitgever en in 2004 werd De Donder reisbegeleider bij ‘Davidsfonds Cultuurreizen’.
Dat reizen begon reeds in 1997. Toen kreeg De Donder van het seniorenblad Onze Tijd - sinds 2001 Plus Magazine - de vraag cruises organisatorisch en inhoudelijk te begeleiden. Vanwege zijn brede culturele achtergrond ontpopte hij zich tot een graag geziene spreker. Dat reizen lag hem wel en hij beschouwde dat als een welgekomen activiteit wanneer hij gepensioneerd zou zijn. Daarom volgde hij een opleiding aan het Reis- en Opleidingscentrum in Gent en werd hij een van de 300 gediplomeerde reisleiders in Vlaanderen.
De Donder specialiseerde zich in Azië, maar trok toch ook naar andere continenten, met uitzondering van Oceanië. Zijn eerste Davidsfondsreis was in 2004: een riviercruise op de Rijn met het luxeschip River Cloud. Het jaar nadien trok hij naar het toen nog ongeschonden Syrië en naar Jordanië. China werd zijn favoriete reisbestemming. Hij zou bij het Davidsfonds meer dan tien keer naar China reizen.

### Laatste jaren
Na zijn pensionering in 2004 bleef De Donder actief. Hij schreef nog twee boeken, toerde Vlaanderen rond met zijn voordrachten en trok de wijde wereld in als reisbegeleider. Hij bleef actief in Panathlon International als voorzitter van het ‘Wetenschappelijk en Cultureel Comité’.
De Donder overleed onverwacht thuis in Westerlo. Op zijn begrafenis kwamen zijn jongste zoon Nikolaas en vier goede vrienden aan het woord: Gaston Durnez, collega op De Standaard en zijn literaire mentor, Etienne Vermeersch, een van zijn beste vrienden, Giacomo Santini, voorzitter van Panathlon International en Johan Smeuninx, directeur van Davidsfonds Cultuurreizen.
Durnez beschreef De Donder als volgt: ‘Hij ontdekte wat hij noemt ‘het optimisme van de daad’. Dat wordt een levensspreuk voor de actieve Vic. Zijn wapen om te overleven is een ‘onblusbare creativiteit’. Zij inspireert hem tot op het einde.’   Vermeersch sprak op de uitvaart in zijn geboortestad Dendermonde over drie kenmerken van De Donder: brede belangstelling, enthousiasme en zijn talent voor vriendschap.
‘In de loop van zijn ontwikkeling en van zijn loopbaan heeft hij altijd warmte uitgestraald en zijn er altijd mensen geweest die daardoor werden aangetrokken en vrienden werden’,zei Vermeersch nog. ‘Je hebt heel veel gepresteerd, je hebt talloze mensen in je interesses laten delen, je hebt op een intense wijze geleefd, voor jezelf en voor diegenen die je dierbaar waren en voor zoveel vrienden heb je heel wat betekend.’
Santini eerde De Donder voor Panathlon, de organisatie die hem zo na aan het hart lag. Smeuninx omschreef De Donder als een ambassadeur voor het Davidsfonds. ‘Reizen met Vic werd een uitdrukking die stond voor perfecte begeleiding, met aandacht en respect voor iedereen en met kennis van zaken.’
De Donder leefde sinds 2002 gescheiden. Hij had drie zonen.

### Suske en Wiske
Door inhoudelijke adviezen van De Donder, op basis van zijn boek De lokroep van de zeemeermin, kreeg de luxe-editie van het Suske en Wiske-verhaal De snikkende sirene (1993) een wetenschappelijke inleiding over de sirenen of zeemeerminnen. De cover van De lokroep van de zeemeermin werd als illustratie bij de inleiding opgenomen, alsook een korte tekst over De Donder als 'sirenenspecialist'. De luxe-editie werd gerealiseerd in een beperkte oplage van 800 genummerde exemplaren.

## Prijzen en onderscheidingen
- Ereburger Meldert.
- Prijs Vlaamse Journalistenclub 1974 (Vlaamse Persprijs) voor de reportagereeks ‘Alfabetisatie en Derde Wereld’. Deze zesdelige reportagereeks verscheen op 25, 26, 27, 28, 29 en 31 december 1973 in De Standaard.
- Ridder in de Kroonorde, 1981.
- Ferdinand Snellaertprijs 2000, voor Zonsverduistering boven Brugge, Uitgeverij Davidsfonds, Leuven, 2000, uitgereikt door de Vereniging van Vlaams Nationale Auteurs.
- Domenico Chiesa Award, prijs van Panathlon International (postuum), 2018.